# 앨리슨 크라우스
앨리슨 마리아 크라우스(영어: Alison Maria Krauss, 1971년 7월 23일 ~ )는 미국의 싱어송라이터이다.
2012년까지 그래미상을 27회 수상하여, 가장 그래미상을 많이 받은 가수로 기록되어 있다. 2012년도에 버클리 음악 대학에서 명예 박사 학위를 수여받았다.